# Добыча никеля на Кубе
Добыча никелевых руд и производство никелевого концентрата являются одной из значимых отраслей экономики Кубы.

## История
Руды никеля и кобальта являются важнейшими полезными ископаемыми Кубы. Основные месторождения латеритных никель-кобальтовых руд, в которых также заключены значительные запасы руд железа, расположены на юго-востоке страны (Моа, Никаро, Пунта-Горда и др.).
Разработка месторождений и добыча никеля были начаты в 1943 году в интересах США.
После окончания второй мировой войны потребности США в стратегическом сырье сократились и в 1948 году добыча никеля на Кубе была временно прекращена. В 1950 году правительство США решило возобновить добычу никеля на Кубе и ассигновало на восстановление рудников в Никаро 5 млн. долларов. В 1951 году добыча руды возобновилась.
В начале 1950х годов считалось, что по запасам никеля Куба занимает второе место в мире (но позднее, после проведения геологоразведочных работ было установлено, что Куба обладает крупнейшими в мире запасами никеля - на её территории около 40% разведанных запасов этого вида полезных ископаемых). 
В 1953 году в стране было добыто 12,6 тыс. тонн никелевой руды, в 1955 году - 13,7 тыс. тонн.

### 1959—1991
После победы Кубинской революции в январе 1959 года США прекратили сотрудничество с правительством Ф. Кастро и стремились воспрепятствовать получению Кубой помощи из других источников. Власти США ввели санкции против Кубы.
После этого, во второй половине 1959 года был принят закон о контроле над полезными ископаемыми (который устанавливал 25 % налог на металлы и минералы, вывозимые компаниями США), а в августе - октябре 1960 года правительство Кубы национализировало находившееся на острове имущество США (в том числе, собственность горнодобывающих компаний США). 10 октября 1960 года правительство США установило полное эмбарго на поставки Кубе любых товаров (за исключением продуктов питания и медикаментов).
В ноябре 1960 года было заключено соглашение о проведении советскими специалистами геологоразведочных работ на Кубе. В дальнейшем, СССР начал оказывать помощь Кубе в развитии горнодобывающей, металлургической и других отраслей промышленности. При содействии СССР было модернизировано шахтное оборудование, добыча никелевых руд существенно увеличилась.
В 1961 году в стране было добыто 14,8 тыс. тонн никелевой руды.
В 1970 году в стране было добыто 40 тыс. тонн никелевой руды.
12 июля 1972 года Куба вступила в Совет экономической взаимопомощи, с 1973 года она стала участвовать в работе Постоянной комиссии СЭВ по геологии. B соответствии c Комплексной программой дальнейшего углубления и совершенствования сотрудничества и развития социалистической экономической интеграции стран — членов СЭВ (CCCP, ЧССР, НРБ, BHP и ГДР) было подписано генеральное соглашение об усилении геологоразведочных работ на Kубе.
Из-за сильных проливных дождей в августе - декабре 1973 года добыча руды была временно приостановлена.
В начале 1980х годов Куба находилась на пятом месте в мире по добыче и производству никеля (после Канады, СССР, Новой Каледонии и Австралии). В это время разведанные запасы никель-кобальт-железистых руд в районе Маяри - Никаро - Моа в гористой части восточной Кубы оценивались в 3 млрд. тонн при среднем содержании 1 - 1,5% никеля и 38 - 42% железа. 
В 1980 году в стране действовали два оснащённых современным оборудованием горно-металлургических комбината по производству концентратов никеля и кобальта (в Никаро и Моа), и при содействии СССР заканчивалось строительство третьего комбината в Пунта-Горда. В дальнейшем предусматривалось введение в эксплуатацию новых рудников, а в перспективе - строительство предприятия в Лас-Камариокас. Таким образом, в результате совместной деятельности стран СЭВ планировалось создать на северо-востоке Кубы единый никелевый территориально-промышленный комплекс (из четырёх никелевых заводов, рудников и сопутствующих предприятий).
В 1981 году было произведено 40,3 тыс. тонн никель-кобальтовых концентратов.
Весной 1983 года было подписано соглашение о сотрудничестве по никелю между Кубой и КНДР. А в мае 1983 года США ввели санкции против Японии (законодательно запретив импорт японских изделий из нержавеющей стали с кубинским никелем).
В 1984 году производство никелевого концентрата (в пересчёте на металл) составило 39,3 тыс. тонн, в 1986 году - 35,1 тыс. тонн, в 1987 году - 35,8 тыс. тонн, в 1988 году - 43,8 тыс. тонн, в 1989 году - 46,5 тыс. тонн.
В начале 1990х годов Куба находилась на втором месте в мире по добыче никеля и на третьем месте в мире по производству никеля.

### После 1991
Распад СССР и последовавшее разрушение торгово-экономических и технических связей привело к ухудшению состояния экономики Кубы в период после 1991 года. Правительством Кубы был принят пакет антикризисных реформ, введён режим экономии.
В октябре 1992 года США ужесточили экономическую блокаду Кубы и ввели новые санкции (Cuban Democracy Act). 
В середине 1990х годов экономическое положение Кубы стабилизировалось.
12 марта 1996 года конгресс США принял закон Хелмса-Бёртона, предусматривающий дополнительные санкции против иностранных компаний, торгующих с Кубой. Судам, перевозящим продукцию из Кубы или на Кубу, было запрещено заходить в порты США.
С середины 2000х годов именно никелевая промышленность стала главным источником валютных поступлений в бюджет страны, по производству никельсодержащих концентратов страна заняла шестое место в мире, она обеспечивает около 16% мирового производства (в пересчёте на металл - 73,3 тыс. тонн в 2006 году). Доходы от экспорта никельсодержащего концентрата в это время оценивались в 1,5 млрд. долларов США в год. Основными покупателями концентрата являлись КНР (свыше половины объёма), Канада и Нидерланды.
- в области добычи и производства никеля продолжается сотрудничество с канадской корпорацией «Sherritt International Corp.»[23]
- в ноябре 2004 года было подписано соглашение с КНР о увеличении добычи никеля и создании в этой отрасли совместных кубинско-китайских предприятий[24].
- в ноябре 2005 года была начата разработка новых месторождений никелевой руды[25]

В 2007 году по запасам никелевых Куба занимала третье место в мире (после Новой Каледонии и Австралии).
- в октябре 2007 года было подписано соглашение с Венесуэлой о строительстве нового ферроникелевого завода в районе города Моа (провинция Ольгин)[26]. В мае 2010 года кубинско-венесуэльским предприятием «Cuba Quality S.A.» было начато строительство завода[27].

Начавшийся в 2008 году мировой экономический кризис осложнил положение в отрасли. Тем не менее, в октябре 2011 года Куба занимала третье место в мире по производству никеля. В это время стране действовали три крупных никелевых комбината. Все предприятия находятся под 100 %-контролем государственного производителя никеля «Cubaníquel».

## Современное состояние
Главным районом добычи никелевого сырья является провинция Ольгин. В стране действуют три крупных никелевых комбината: «Pedro Soto Alba» (у месторождения в Моа, мощность около 33 тыс. тонн), «Comandante Ernesto Che Guevara» (в Пунта-Горда-Абахо, мощность - 31,5 тыс. тонн) и «Comandante René Ramos Latour» (у месторождения в Никаро, мощность 11 тыс. тонн).